# Scatman John
Scatman John, pseudoniem van John Paul Larkin (El Monte (Californië), 13 maart 1942 – Los Angeles (Californië), 3 december 1999) was een Amerikaans musicus.
Scatman John was een stotteraar die een combinatie bedacht tussen scat en disco en zijn 'probleem' tot muziek maakte door zijn spraakoefeningen (bijvoorbeeld ski-ba-bop-ba-dop-bop) te verwerken in de teksten van zijn liedjes.
Van zijn album zijn meer dan 2,5 miljoen exemplaren verkocht in de wereld. Scatman John kreeg hiervoor 14 gouden en 18 platina platen. Hij overleed op 57-jarige leeftijd aan de gevolgen van longkanker.

## Biografie
John Paul Larkin werd geboren in El Monte. Vanaf het moment dat hij kon praten had hij hevig last van stotteren, met een traumatische jeugd als gevolg. Toen Larkin 12 jaar oud was begon hij piano te leren spelen, daardoor kon hij zich artistiek uiten als compensatie voor zijn spraakgebrek. Twee jaar later werd hij bekend met scat-muziek, door platen van Ella Fitzgerald en Louis Armstrong.
In de jaren 70 en 80 werd Larkin een professionele jazzpianist en speelde hij tal van shows in clubs in Los Angeles. In 1986 bracht hij het album John Larkin uit op het label Transition. Dit album werd door Philip Cacayorin geproduceerd in de Hollywood Central Studios. De oplage van dit album was laag, waardoor exemplaren tegenwoordig veel geld waard zijn. Rond diezelfde tijd kreeg Larkin steeds meer te maken met zijn alcohol- en drugsverslaving, maar toen zijn vriend Joe Farrell overleed aan kanker, was Larkin overtuigd om zijn verslaving te overwinnen. Dit lukte hem, mede dankzij de hulp van zijn oude vriend Wilson McCutchan en zijn vrouw Judy, die ook verslaafd was. 

### De geboorte van "Scatman John"
Om zijn carrière voort te zetten, verhuisde Larkin in 1990 naar Berlijn. Daar ontdekte hij de Duitse jazzcultuur en besloot hij zang toe te voegen aan zijn act. Nadat hij zijn versie van On the Sunny Side of the Street bij een van zijn shows ten gehore had gebracht, stelde zijn manager Manfred Zähringer van het Deense Iceberg Records voor om zijn scat-zang te combineren met moderne dansmuziek en hiphop. Larkin zelf stond hier niet direct positief tegenover maar werd door Judy McCutchan omgepraat.
Samen met de producers Ingo Kays en Tony Catania nam hij zijn eerste single op: Scatman (Ski Ba Bop Ba Dop Bop). Het idee achter dit nummer was om stotterende kinderen te inspireren hun angst om te stotteren te overwinnen. Met het uitbrengen van deze single nam hij ook zijn artiestennaam Scatman John aan.

### Internationaal succes
In 1995, toen Larkin 53 was, werd hij een wereldwijde ster. Na een langzame groei van verkoopcijfers behaalde hij in diverse landen de nummer 1-positie en verkocht hij wereldwijd uiteindelijk 6 miljoen exemplaren van zijn debuutsingle. Later dat jaar bracht hij zijn tweede single uit, Scatman's World. Het succes van deze single (Alarmschijf) was minder groot dan zijn debuut, maar scoorde opnieuw goed in diverse landen.
Na het succes van deze twee singles bracht hij zijn debuutalbum als Scatman John uit, getiteld Scatman's World, waarmee hij onder andere in Duitsland, Zwitserland, Finland en Noorwegen de top 10 behaalde. Met de release van dit album begint hij ook aan een promotionele concerttour door Europa en Azië.
Het tweede album van Scatman John, getiteld Everybody Jam!, verscheen in 1996. Nergens werd dit album zo succesvol als zijn voorganger, behalve in Japan. Daar was Scatman John zo populair dat er lookalikepoppen van hem werden verkocht en hij verscheen op telefoonkaarten en Coca-Colablikjes. Tegelijkertijd probeerde Scatman John het succes van zijn eerste twee singles in Europa te evenaren, maar dit bleek tevergeefs.

### Laatste jaren en overlijden
In juni 1999 bracht Larkin zijn derde en laatste album uit als Scatman John, getiteld Take Your Time. Later werd bekend dat hij sinds eind 1998 vocht tegen zijn zwakke gezondheid, maar ondanks doktersadviezen toch bleef doorwerken aan dit album. Er werd longkanker bij Larkin gediagnosticeerd, waarna hij een intensieve behandeling volgde.
Scatman John overleed op 3 december 1999 in het bijzijn van zijn vrouw Judy, moeder Harriet en broer Bill op 57-jarige leeftijd in zijn huis in Los Angeles. Hij werd gecremeerd en uitgestrooid boven de zee nabij Malibu.

## Discografie

### Albums
| Album met eventuele hitnotering(en) in de Nederlandse Album Top 100 | Datum van verschijnen | Datum van binnenkomst | Hoogste positie | Aantal weken | Opmerkingen |
| ------------------------------------------------------------------- | --------------------- | --------------------- | --------------- | ------------ | ----------- |
| Scatman's World                                                     | 1995                  | 22-07-1995            | 21              | 12           |             |

| Album met hitnotering(en) in de Vlaamse Ultratop 200 albums | Datum van verschijnen | Datum van binnenkomst | Hoogste positie | Aantal weken | Opmerkingen |
| ----------------------------------------------------------- | --------------------- | --------------------- | --------------- | ------------ | ----------- |
| Scatman's World                                             | 1995                  | 12-08-1995            | 13              | 9            |             |

#### Studioalbums
- John Larkin (1986) - niet commercieel uitgebracht
- Scatman's World (1995)
- Scat Paradise (1995) - ep
- Everybody Jam! (1996)
- Take Your Time (1999)

#### Compilatiealbums
- Listen to the Scatman (2001)
- The Best of Scatman John (2002)
- ‘’Listen to the Scatman: the jazz vocal/piano of John Larkin’’ (2006)

### Singles
| Single met eventuele hitnotering(en) in de Nederlandse Top 40 | Datum van verschijnen | Datum van binnenkomst | Hoogste positie | Aantal weken | Opmerkingen |
| ------------------------------------------------------------- | --------------------- | --------------------- | --------------- | ------------ | ----------- |
| Scatman (ski-ba-bop-ba-dop-bop)                               | 1995                  | 15-04-1995            | 2               | 14           |             |
| Scatman's world                                               | 1995                  | 08-07-1995            | 3               | 12           |             |

| Single met hitnotering(en) in de Vlaamse Ultratop 50 | Datum van verschijnen | Datum van binnenkomst | Hoogste positie | Aantal weken | Opmerkingen |
| ---------------------------------------------------- | --------------------- | --------------------- | --------------- | ------------ | ----------- |
| Scatman (ski-ba-bop-ba-dop-bop)                      | 1995                  | 15-04-1995            | 1(2wk)          | 22           |             |
| Scatman's world                                      | 1995                  | 15-07-1995            | 1(6wk)          | 18           |             |

- Biblioteca Nacional de España: XX914785
- Bibliothèque nationale de France: cb139872768 (data)
- Gemeinsame Normdatei: 13493007X
- International Standard Name Identifier: 0000 0003 6837 2049
- Library of Congress Control Number: no98056816
- MusicBrainz: 9904bde1-04a7-41cf-a2a3-d09a42445145
- Nationale Bibliotheek van Tsjechië: xx0029640
- Nationale Bibliotheek van Polen: a0000002604107
- SNAC: w6hx5338
- Système universitaire de documentation: 087930935
- Virtual International Authority File: 10043163
- WorldCat: E39PBJkXtmqfjDyTMpkxtr4H4q